# Shambuko (district)
Pour la ville, voir Shambuko.
Shambuko est un district de la région Gash-Barka de l'Érythrée. La principale ville et capitale de ce district est Shambuko. 